# Autódromo Internacional do Algarve
El Autódromo Internacional do Algarve es un autódromo situado en Portimão, región de Algarve, Portugal. Se acabó de construir en octubre de 2008, con un coste de 195 millones de euros y fue inaugurado el 2 de noviembre de ese año coincidiendo con la celebración de la carrera final del Campeonato Mundial de Superbikes.
El circuito ha sido visitado por el A1 Grand Prix, la Superleague Formula. la GP2 Series, la World Series by Renault, el Campeonato Mundial de Superbikes, el Campeonato Mundial de Turismos, la Superstars Series, el Campeonato FIA GT, la Le Mans Series y el Open Internacional de GT. Debido a la reestructuración del calendario causada por la crisis sanitaria de la COVID-19, en 2020 y 2021 recibió por primera vez a la Fórmula 1. A su vez, desde 2020 alberga al Mundial de Motociclismo.
Algarve está homologado por la Federación Internacional del Automóvil y la Federación Internacional de Motociclismo para carreras internacionales. El trazado más largo, el utilizado por la F1, tiene una extensión de 4.653 metros, mientras que la variante para motociclismo tiene 4.592 metros. El autódromo es la primera construcción terminada del complejo Parkalgar, que incluirá pista de Karts, parque tecnológico, hotel de 5 estrellas, apartamentos de lujo y un complejo deportivo.
Al igual que Jerez y Cataluña, Algarve ha sido utilizado frecuentemente para los entrenamientos de Fórmula 1 durante el invierno europeo.

## Galería de imágenes
|                    |
| Tribuna principal. |

|                  |
| Carrera de ELMS. |

|                    |
| Carrera de MotoGP. |

|          |
| Curva 5. |